# Liste der Träger des Verdienstordens des Landes Rheinland-Pfalz/2007
Am 4. Dezember 2007 wurden bei der 26. Verleihung 22 Persönlichkeiten mit dem Verdienstorden des Landes Rheinland-Pfalz geehrt. Walter Rudolf wurde der Orden bereits am 14. März überreicht.
| Ordensträger                      | Lebensdaten | Wohnort              | Wirken                                                                    |
| --------------------------------- | ----------- | -------------------- | ------------------------------------------------------------------------- |
| Philipp Benz                      |             | Darmstadt            |                                                                           |
| Jacques Berndorf                  | 1936–2022   | Dreis-Brück          | Journalist und Schriftsteller                                             |
| Philipp Freiherr von Boeselager   | 1917–2008   | Altenahr             | Forstverbandsfunktionär, Widerstandskämpfer im Dritten Reich              |
| Vito Contento                     |             | Koblenz              |                                                                           |
| Fee Fleck                         | * 1932      | Mainz                | Künstlerin                                                                |
| Louis Fussinger                   |             | Brou-sur-Chantereine |                                                                           |
| Georg Gölter                      | 1938–2025   | Dudenhofen           | Politiker (CDU)                                                           |
| Karl Kessler                      |             | Bad Marienberg       |                                                                           |
| Paul Kagame                       |             | Kigali               |                                                                           |
| Dagi Kieffer                      | 1925–2021   | Bad Dürkheim         | Vorsitzende des Stiftungsrats der Stiftung Ökologie & Landbau             |
| Hanni Knerr                       | 1935–2013   | Speyer               | Lehrerin und Kommunalpolitikerin (SPD)                                    |
| Klaus Lehmann                     |             | Eppenbrunn           |                                                                           |
| Detlef Merten                     | * 1937      | Sankt Martin         | Rechtswissenschaftler                                                     |
| Gisela Neubauer                   | * 1937      | Dörth                | Politikerin (CDU)                                                         |
| Alois Nilles                      |             | Mainz                |                                                                           |
| Leonhard Reinirkens               | 1924–2008   | Unkel                | Schriftsteller, Autor von Rundfunk- und Fernsehproduktionen und Rezitator |
| Geert van Rijckevorsel-van Kessel |             | ’s-Hertogenbosch     | Jonkheer                                                                  |
| Walter Rudolf                     | 1931–2020   | Mainz                | Jurist und Experte für Datenschutz                                        |
| Ingrid Schlabach                  |             | Stetten              |                                                                           |
| Helmut G. Schmidt                 |             | Kirchsahr-Burgsahr   |                                                                           |
| Dieter Servatius                  |             | Koblenz              |                                                                           |
| Reiner Skischally                 |             | Bitburg              |                                                                           |
| Wolfgang Wabnitz                  |             | Mayen                |                                                                           |
| Heinz Walter                      |             | Bingen am Rhein      |                                                                           |